# 王子溪層
王子溪層為位於美國阿拉斯加的地層組，地層年代為晚白堊世的坎帕期至馬斯垂克期，以及古新世，主要發現的化石物種多屬於恐龍總目。

## 地層年代
王子溪層的地層年代為8,000萬至6,170萬年前，不過幾乎所有恐龍的化石均集中發現於王子溪層中的可卡科－提古斯科採石場（Kikak-Tegoseak Quarry），該地區的地層年代約為7,060萬至6,910萬年前的早馬斯垂克期。較古老的科戈蘇克魯克岩舌（Kogosukruk Tongue），則屬於坎帕期晚期，約7,200萬至7,100萬年前。海洋點（Ocean Point）則屬於較年輕的地層，年代可追朔至古新世，由該地介形綱及軟體動物化石推測時間約為達寧期晚期。柯爾維爾河濱（Coleville River Bluff）所處年代與可卡科－提古斯科採石場進近似，約為坎帕期晚期至馬斯垂克期中晚期，主要發現的化石多屬於花粉化石。

## 棲息環境

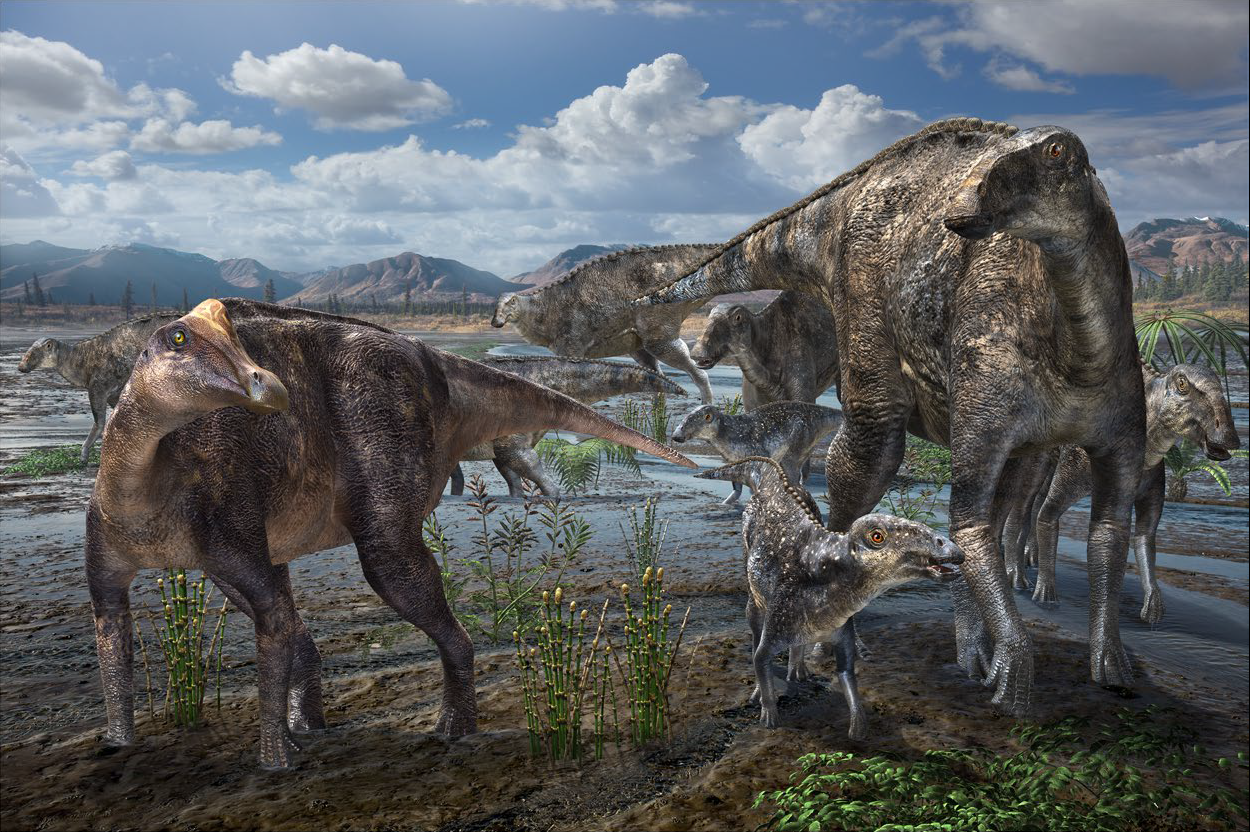
出土於利斯科姆骨層的鴨嘴龍科物種

王子溪層所處的地層年代當時受到溫室效應的影響，具有明顯的暖化。該地區主要由沖積沉積物組成，屬於泥質的海岸平原，由當地出產的石膏及黃鐵礦可得知當時這裡具有十分豐沛的水源。這邊也出產了大量的溝鞭藻囊孢、藻類、菌絲、蕨類與苔蘚的孢子、以及樹木、灌木、草本植物的花粉等，推測當時的王子溪層是被大量的植披所覆蓋，屬於地表未被冰層覆蓋的寒帶林地，棲息著大量的恐龍以及被子植物。當時的全年平均溫度為5至6 °C（41至43 °F），較寒冷的月份為2至4 °C（36至39 °F），較溫暖的月份則為10至12 °C（50至54 °F），年平均降水為500至1,500（20至59英寸）。王子溪層的古緯度約為北緯80°–85°，位於北極圈內，一年於冬天時會有約120天的極夜。

## 古動物群

### 恐龍總目

#### 獸腳亞目
| 色鍵 \| 分類單元 \| 重新分類的分類單元 \| 錯誤的分類單元 \| 可疑的分類單元或初級同義詞 \| 足跡分類單元 \| 蛋分類單元 \| 形態分類群 \| |                    | 註釋 不確定或暫定的分類單元以小字體展示； 被劃掉的分類單元不可信 |                            |              |            |            |
| 分類單元 | 重新分類的分類單元 | 錯誤的分類單元                                                   | 可疑的分類單元或初級同義詞 | 足跡分類單元 | 蛋分類單元 | 形態分類群 |

| 馳龍屬 Dromaeosaurus                          | 亞伯達馳龍相似種 D. cf albertensis      | 利斯科姆採石場、可卡科－提古斯科採石場、拜爾斯層                                    |  |
| Gruipeda                                      | G. vegrandiunis                         | 迪納利國家公園和保留區                                                              |  |
| 似鳥龍類未定屬 Ornithomimosauria indet.       | 未定種                                  | 老骨頭沙灘（Old Bone Beach）                                                        |  |
| 蜥鳥盜龍亞科未定屬 Saurornitholestinae indet. | 未定種                                  | 佩迪奧米斯點（Pediomys Point）、利斯科姆採石場                                      |  |
| 白熊龍屬 Nanuqsaurus                          | 霍氏白熊龍 N. hoglundi                  | 可卡科－提古斯科採石場                                                              |  |
| 蜥鳥盜龍屬 Saurornitholestes                  | 藍斯頓氏蜥鳥盜龍近似種 S. cf. langstoni | 老骨頭沙灘                                                                          |  |
| 傷齒龍屬 Troodon                              | 未定種                                  | 可卡科－提古斯科採石場、利斯科姆採石場、拜爾斯層、魔法神秘壩（Magical Mystery Bar） |  |
| 暴龍科未定屬                                  | 未定種                                  | 利斯科姆採石場、可卡科－提古斯科採石場、拜爾斯層                                    |  |

#### 鳥臀目
| 色鍵 \| 分類單元 \| 重新分類的分類單元 \| 錯誤的分類單元 \| 可疑的分類單元或初級同義詞 \| 足跡分類單元 \| 蛋分類單元 \| 形態分類群 \| |                    | 註釋 不確定或暫定的分類單元以小字體展示； 被劃掉的分類單元不可信 |                            |              |            |            |
| 分類單元 | 重新分類的分類單元 | 錯誤的分類單元                                                   | 可疑的分類單元或初級同義詞 | 足跡分類單元 | 蛋分類單元 | 形態分類群 |

| 阿拉斯加頭龍屬 Alaskacephale             | 甘氏阿拉斯加頭龍 A. gangloffi | 科戈蘇克魯克岩舌                     |  |
| 厚鼻龍屬 Pachyrhinosaurus                | 佩氏厚鼻龍 P. perotorum       | 可卡科－提古斯科採石場               |  |
| 奇異龍亞科未定屬 Thescelosaurinae indet. | 未定種                        |                                      |  |
| 纖角龍科未定屬 Leptoceratopsidae indet.  | 未定種                        |                                      |  |
| 埃德蒙頓龍屬 Edmontosaurus               | 未定種                        | 利斯科姆骨層、可卡科－提古斯科採石場 |  |
| 賴氏龍亞科未定屬 Lambeosaurinae indet.   | 未定種                        | 利斯科姆骨層                         |  |
| 鳥腳亞目未定屬 Ornithopoda indet.        | 未定種                        |                                      |  |

### 哺乳動物
| 白惡齒獸屬 Cimolodon                     | 光亮白惡齒獸近似種 C. cf. nitidus |                |  |
| Gypsonictops                             | 未定種                            |                |  |
| 多瘤齒獸目未定屬 Multituberculata indet. | 未定種                            |                |  |
| 有袋類未定屬 Marsupialia indet.          | 未定種                            |                |  |
| Sikuomys                                 | S. mikros                         | 柯爾維爾河下游 |  |
| Unnuakomys                               | U. hutchisoni                     | 佩迪奧米斯點   |  |